# Ancona (Australia)
Ancona è una cittadina dello Stato di Victoria, in Australia.
Il suo nome deriva da Ancona in Italia, e sorge sull'omonima strada, l'Ancona Road, in una vallata della Contea di Mansfield; dista 156 km da Melbourne.

## Storia
Negli ultimi anni dell'Ottocento, Ancona era un villaggio minerario circondato da una florida area di miniere d'oro ed aveva una popolazione di più di tremila abitanti. In quel periodo Ancona aveva un albergo ad uso dei minatori, di cui ancor oggi rimangono alcune strutture, ed un ufficio postale (aperto il 15 settembre 1905 e chiuso nel 1968).
Nel 1930, un incendio divampato nella zona del bush distrusse parte degli edifici.
Dal 1975 al 2015 Ancona ha avuto un aumento di popolazione del 106,9%, passato successivamente al 18,8%; l'età media è di 53.6 anni.